# مارکو اورنیا
مارکو دنیلو اورنیا پوراس (اسپانیایی: Marco Danilo Ureña Porras‎؛ زاده ۵ مارس ۱۹۹۰) بازیکن فوتبال اهل کاستاریکا است.
وی همچنین در تیم ملی فوتبال کاستاریکا بازی کرده‌است.